# Double Platinum (film)
Double Platinum är en musikal-TV-film från 1999 med Diana Ross och Brandy i huvudrollerna. 

## Handling
Filmen börjar med att stjärnsångerskan Olivia King (Ross) lämnar bort sitt nyfödda barn, Kyla. Det avslöjas under filmens gång att Kyla växer upp i Atlanta, Georgia men flyttar senare till St. Louis, Missouri. 
Kyla (Brandy) går på en konsert där Olivia sjunger, utan att veta att det är hennes mor. När Olivia avslöjar detta för Kylablri hon arg på Olivia på grund av sveket som liten. Olivia försöker därifrån att skapa en relation till sin dotter, något som Kyla motsträvigt går med på. 
Olivia bosätter sig i New York i en lyxig takvåning. Där bestämmer sig Kyla för att bli en superstjärna som sin mor. Hon kontrakteras av ett skivbolag och börjar spela in ett debutalbum. Under tiden inleder hon en romans med en av skivproducenterna, Ric Ortega (Allen Payne).
Kyla är fortfarande bitter mot sin mamma, känslor som kokar över under skivbolagets fest. Efter Kylas framträdande blir Olivia tillfrågad att uppträda med chefen för skivbolaget. Detta gör Kyla arg eftersom hon tycker att mamman stjäl uppmärksamheten. Efter att hon upptäcker att Ric har avslöjat hennes sanna härkomst för pressen, bryter Kyla sin relation med honom. Hennes känslor mot mamman förändras och hon börjar acceptera sanningen om sin mor och händelserna som ägde rum när hon var liten.

## Trivia
- Sångerna i filmen är tagna från Brandys hit-album från 1998; Never Say Never (hennes populära hitlåt "Have You Ever?" inkluderad) och Ross album från 1999; Every Day Is a New Day.
- Ross son, Evan Ross, finns med i filmen som publik till Olivias show.